# آکروسپرماسئا
آکروسپرماسئا (نام علمی: Acrospermaceae) نام یک تیره از زیربخش قارچ‌های فنجانی است.